# Patrick Vosloo
Patrick Vosloo (ur. 2 maja 1990 w Pretorii) – południowoafrykański lekkoatleta specjalizujący się w biegach sprinterskich. 
Dotarł do półfinałów biegów na 100 i 200 metrów podczas mistrzostw globu juniorów młodszych w 2007. Był członkiem sztafety RPA, która w 2008 roku zdobyła w Bydgoszczy brązowy medal mistrzostw świata juniorów w biegu rozstawnym 4 x 100 metrów. W kolejnym sezonie zdobył – także w sztafecie – wicemistrzostwo Afryki juniorów. 
Rekordy życiowe: bieg na 100 m – 10,41 (9 kwietnia 2011, Durban); bieg na 200 m – 20,90 (29 marca 2008, Rustenburg).

## Osiągnięcia
| Rok  | Impreza                               | Miejsce   | Konkurencja        | Lokata     | Wynik |
| ---- | ------------------------------------- | --------- | ------------------ | ---------- | ----- |
| 2007 | Mistrzostwa świata juniorów młodszych | Ostrawa   | bieg na 100 m      | półfinał   | 10,87 |
| 2007 | Mistrzostwa świata juniorów młodszych | Ostrawa   | bieg na 200 m      | półfinał   | 21,72 |
| 2008 | Mistrzostwa świata juniorów           | Bydgoszcz | sztafeta 4 x 100 m | 3. miejsce | 39,70 |
| 2008 | Mistrzostwa świata juniorów           | Bydgoszcz | bieg na 200 m      | eliminacje | 21,93 |
| 2009 | Mistrzostwa Afryki juniorów           | Bambous   | sztafeta 4 x 100 m | 2. miejsce | 41,33 |
| 2009 | Mistrzostwa Afryki juniorów           | Bambous   | bieg na 200 m      | 4. miejsce | 22,67 |